# Institut des sciences de la Terre (France)
Pour les articles homonymes, voir Institut des sciences de la Terre.
L'Institut des sciences de la Terre (ou ISTerre) est un laboratoire de recherche public créé en 2011, issu du regroupement du Laboratoire de géophysique interne et tectonophysique (LGIT) et du Laboratoire de géodynamique des chaînes alpines (LGCA). Ce laboratoire de recherche réunit les chercheurs géophysiciens, géochimistes et géologues de l'Académie de Grenoble. Les deux implantations principales sont sur le domaine universitaire de Grenoble en Isère et sur le campus du Bourget-du-Lac en Savoie.

## Statut
L'ISTerre  est une unité mixte de recherche de l'université Grenoble-Alpes (UGA), du Centre national de la recherche scientifique (CNRS), de l'Institut de recherche pour le développement (IRD), de l'université Savoie-Mont-Blanc (USMB) et de l'Institut français des sciences et technologies des transports, de l'aménagement et des réseaux (IFSTTAR). C'est un laboratoire de l'Institut national des sciences de l'Univers (INSU), de l'Observatoire des sciences de l'Univers de Grenoble (OSUG) et du LabEx OSUG@2020.

## Recherche scientifique
Les chercheur-ses de l'ISTerre s'appuient sur des méthodes originales et pluridisciplinaires pour améliorer notre compréhension de la structure et du fonctionnement de notre planète :
- le noyau de la Terre, situé en son centre, à la fois sa partie solide centrale, la graine, et la partie liquide autour où se génère le champ magnétique terrestre par effet dynamo ;
- les roches mantelliques qui sont issues des points chauds permettent de raconter l'histoire de la Terre ;
- la lithosphère, et le phénomène de tectonique des plaques qui explique la formation des montagnes, la subduction, la déformation crustale et le fonctionnement des failles ;
- les volcans, dont on veut connaître les entrailles par imagerie géophysique pour connaître les processus éruptifs ;
- l'érosion et les dépôts de sédiments qui façonnent le relief ou la géomorphologie ;
- les séismes qui dessinent les zones de failles, leur initiation et leur déclenchement ;
- la propagation des ondes sismiques pour imager la Terre à toutes les échelles, depuis celles de la sismique à celles de la tomographie, et en particulier l'imagerie passive ;
- les risques telluriques en évaluant l'aléa naturel (tremblement de terre, mouvements de terrain, éruptions volcaniques, etc.) ;
- la formation, la prospection, l'évaluation et le suivi d'exploitation des ressources naturelles (géothermie, métaux, hydrocarbures, etc.) ;
- la pollution des sols, en particulier par les métaux lourds, et les techniques de remédiation de ces sols pollués, notamment la phytoremédiation, depuis les interactions au niveau de la rhizosphère jusqu'aux interactions chimiques entre ces métaux et les organites intra-cellulaires.

## Missions d'observation
Le laboratoire assure des missions d'observations géophysiques qui lui sont confiées par l'Institut national des sciences de l'univers, par l'intermédiaire de l'Observatoire des sciences de l'Univers de Grenoble. Des instruments géophysiques mesurent en continu les déplacements de la croûte terrestre (GPS), la vitesse du sol (sismologie) et ses accélérations (accéléromètres). Les ingénieurs et chercheurs du laboratoire sont chargés du déploiement, de la maintenance des appareils et de la collecte, la validation et la mise à disposition des données à travers des portails nationaux (RESIF) ou international (IRIS). Le laboratoire est principalement responsable du quart sud-est de la France. Ces données sont en particulier utilisées pour localiser et étudier les séismes des Alpes franco-italiennes grâce au réseau SISMalp. Une observation est aussi menée dans la surveillance des mouvements de terrains.
L'institut est responsable de plusieurs antennes du réseau GNSS permanent (RGP), un système de positionnement par satellites en temps réel de l'IGN. Ces antennes sont situées à Saint-Jean-des-Vignes (1er janvier 1998), au fort de Banne (1er juillet 2009), à Puy Aillaud (1er juillet 2009), au Châtel (21 septembre 2009), au barrage de Roselend (20 octobre 2009), à l'Alpe d'Huez (18 décembre 2009) et à l'ouvrage du Janus (29 mars 2012).

## Formation initiale, formation tout au long de la vie, vulgarisation scientifique
Inséré dans le tissu universitaire rhônalpin (principalement, à Grenoble, l'université Grenoble-Alpes et à Chambéry, l'université Savoie-Mont-Blanc), l'ISTerre participe via ses enseignants-chercheurs à la formation initiale dans les divers domaines des sciences de la Terre, aussi bien vers les métiers de la recherche (entre 20 et 30 soutenances de thèses annuellement), que vers les métiers techniques et ingénieriaux (comme le master européen de type Erasmus Mundus "Earthquake Engineering & Engineering Seismology") ou les métiers de l'enseignement (formation aux concours de l'Éducation nationale française pour la SVT).
En partenariat avec le rectorat de l'Académie de Grenoble, il est un centre de compétence pour les sciences de la Terre et des planètes vis-à-vis des enseignant-es.
Nombre de ses chercheurs participent à des actions de vulgarisation scientifique, comme :
- des enseignements de type diffusion des savoirs[9] (ou formation tout au long de la vie selon la terminologie récente)[10] ;
- des conférences ou des événementiels comme la Fête de la Science et les Rencontres Montagnes & Sciences[11] ;
- des rédactions d'ouvrages[12], des guides[13] et articles grand public, papier ou numériques, en auteur, associé ou éditeur[14] ;
- des installations comme le sentier géologique de la Bastille[15].

## Collaborations avec les pays du Sud
Pour remplir ses missions de développement (IRD), l'ISTerre développe des collaborations scientifiques avec des instituts de recherche dans les pays du Sud, sous forme de projets de recherche menés en partenariat, d'échanges de chercheurs entre laboratoires (de 2 mois à 4 ans), par l'achat conjoint d'équipements scientifiques et la participation à la formation des étudiants en master et doctorat. Les collaborations actives sont avec :
- l'Instituto Geofísico del Perú (es)[16] et l'Instituto Geológico Minero y Metalúrgico[17] situés à Lima au Pérou. Collaborations en sismologie, géodésie, tectonique et géologie.
- l'Instituto géofisico EPN (Quito, Équateur)[18]. Collaborations en sismologie.
- l'Universidad Mayor de San Andrés[19] de la Paz en Bolivie. Collaborations en géochimie sur le lac Titicaca [20]
- Le CNRS libanais[21] ainsi que des universités de Beyrouth (université libanaise, université américaine, université Saint-Joseph et Notre Dame University). Collaborations en sismologie et risques gravitaires.
- Le Centre de recherche en astronomie, astrophysique et géophysique[22] à Alger en Algérie. Collaborations en sismologie.
- Le Center of Volcanological and Geological Hazard Mitigation[23], Bandung en Indonésie. Collaborations en volcanologie[24].

## Prix et distinctions des membres du laboratoire
- Membre de l'Académie des sciences :  Michel Campillo[25]
- Médailles d'argent du CNRS : Michel Campillo[26], Laurent Charlet, Alain Manceau[27], Jérôme Weiss[28]
- Médailles de bronze du CNRS : Georges Poupinet, Agnès Helmstetter, André Revil[29], Mathilde Radiguet[30], Ludovic Métivier[31], Alejandro Fernández Martínez[32].
- Médaille de cristal du CNRS: Jean Paul Masson[33], Catherine Pequegnat [34], Pascale Talour [35]
- Fellows de l'Union américaine de géophysique : Michel Bouchon[36], Michel Campillo[37], Catherine Chauvel[38], Denis Hatzfeld[39], Dominique Jault[40], Georges Poupinet[41], Jean Virieux[42], André Revil[43].
- Membres[44] de l'Institut universitaire de France : Nicholas Arndt, Jean Braun, Michel Campillo, Laurent Charlet, Fabrice Cotton, François Renard, Peter van der Beek, Jean Virieux, Alexander Sobolev.
- Humboldt Research Award décerné par la Fondation Alexander von Humboldt : Peter van der Beek[45].
- Membre à part entière de l’Académie des Sciences de Russie : Alexander Sobolev[46].
- Prix Schieber 2016, décerné par la International Organization of Crystal Growth : Alexander van Driessche.
- Conférencier émérite de la Society of Exploration Geophysicists : Jean Virieux.
- Prix Arie van Weelden 2015 (Young Professional Award) de l’European Association of Geoscientists and Engineers : Romain Brossier[47].
- Chevalier de la Légion d’Honneur : Michel Campillo[48].
- Prix Nishida pour la promotion des géosciences de la Japan Geoscience Union : André Revil[49].
- Chevalier de l’Ordre des palmes académiques : Mai-Linh Doan[50], France Blanc, Pierre Tricart.
- Récipiendaire de la médaille Ralph Alger Bagnold de l’European Geosciences Union : Peter van der Beek[51].
- Prix Jaffé / Institut de France (sciences de l’univers) de l’Académie des Sciences : Guy Perrier.
- Prix scientifique de la Fondation Simone et Cino del Duca (Grand prix des fondations de l’Institut de France) : Michel Campillo[52].
- Médaille Beno Gutenberg de l’European Geosciences Union : Michel Campillo.
- Prix Paul Doistau-Émile Blutet de l’Académie des Sciences, dans la catégorie Prix thématiques, en Sciences de l’Univers : Henri-Claude Nataf.
- Prix Ampère de l’Électricité de France de l’Académie des Sciences[53] : équipe Géodynamo.

## Directeurs
- Philippe Roux (2020 — …)
- Stéphane Guillot (2015 - 2020)
- Philippe Cardin (2010 - 2015)